# San Nicolás Buenavista, Zinacantán
San Nicolás Buenavista är en ort i Mexiko.   Den ligger i kommunen Zinacantán och delstaten Chiapas, i den sydöstra delen av landet, 700 km öster om huvudstaden Mexico City. San Nicolás Buenavista ligger 2 239 meter över havet och antalet invånare är 145.
Terrängen runt San Nicolás Buenavista är huvudsakligen kuperad, men västerut är den bergig. Runt San Nicolás Buenavista är det tätbefolkat, med 550 invånare per kvadratkilometer. Närmaste större samhälle är San Cristóbal de las Casas, 7,1 km öster om San Nicolás Buenavista. I omgivningarna runt San Nicolás Buenavista växer huvudsakligen savannskog.